# Sampford Courtenay
Pour les articles homonymes, voir Sampford et Courtenay.
Sampford Courtenay est une ville et une paroisse civile du Devon, situé dans le sud-ouest de l'Angleterre.

## Géographie
Elle est située dans la circonscription de Torridge et West Devon.

## Histoire
La révolte du livre de la prière commune a commencé dans le village en 1549.